# Liste der Monuments historiques in Serans (Oise)
Die Liste der Monuments historiques in Serans (Oise) führt die Monuments historiques in der französischen Gemeinde Serans auf.

## Liste der Bauwerke
| Bezeichnung           | Beschreibung              | Standort | Kennzeichnung | Schutzstatus | Datum | Bild           |
| --------------------- | ------------------------- | -------- | ------------- | ------------ | ----- | -------------- |
| Schloss mit Bauernhof | Erbaut im 17. Jahrhundert | (Lage)   | PA60000008    | Inscrit      | 1997  | weitere Bilder |
| Kirche St-Denis       |                           | (Lage)   | PA00114910    | Classé       | 1908  | weitere Bilder |

## Liste der Objekte
- Monuments historiques (Objekte) in Serans (Oise) in der Base Palissy des französischen Kultusministeriums